# Pray (Italie)
Pour les articles homonymes, voir Pray (homonymie).
Pray est une commune italienne de la province de Biella dans la région Piémont en Italie.

## Administration
| Période                                  | Période | Identité | Étiquette | Qualité |
| ---------------------------------------- | ------- | -------- | --------- | ------- |
|                                          |         |          |           |         |
| Les données manquantes sont à compléter. |         |          |           |         |

### Communes limitrophes
Caprile, Coggiola, Crevacuore, Curino, Portula, Trivero